# Révolte crétoise de 1878
La révolte crétoise de 1878 est une insurrection du peuple crétois contre l'occupation ottomane de l'île. Cette insurrection s'inscrit dans un mouvement plus large de volonté d'indépendance du peuple crétois vis-à-vis de l'Empire ottoman qui possède l'île depuis le milieu du XVIIe siècle.
Ce conflit est conclu par le pacte de Halepa qui accorde au peuple crétois certaines concessions.

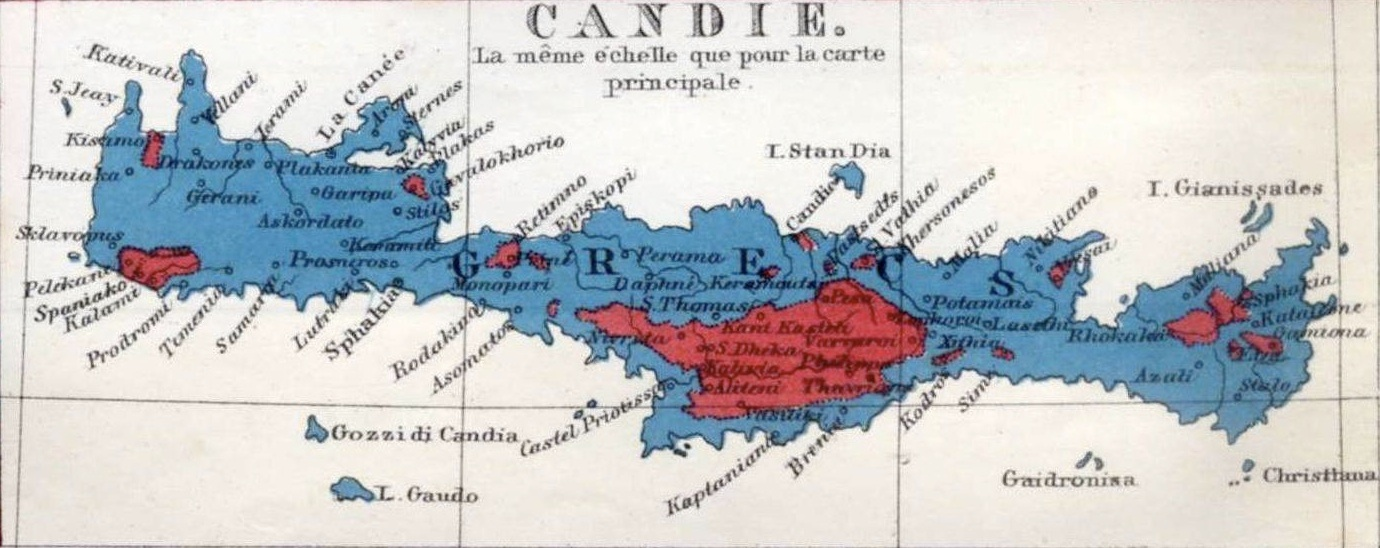
Carte de 1861 représentant la présence des Grecs et Turcs en Crète. Les seconds sont majoritaires dans la plaine de la Messará où se trouvent les meilleurs terres agricoles de l'île.

## Contexte
Commencée en 1648, la conquête de la Crète par l'Empire ottoman s'achève en 1669 avec la fin du siège de Candie. La période ottomane de l'histoire de l'île est émaillée d'insurrections. En 1821, la Grèce se soulève contre l'occupant ottoman, et la Crète prend part à la guerre d'indépendance. Mais en 1830, à la fin de la guerre, la Crète ne fait pas partie du nouvel État grec. L'île passe sous l'autorité de Méhémet Ali d'Égypte, pour services rendus à l'Empire ottoman lors de la guerre d'indépendance dans le Péloponnèse. Cette parenthèse égyptienne ne dure que dix ans, et en 1840, la Crète revient sous l'autorité du sultan. Malgré une nouvelle tentative d'insurrection du peuple crétois, la Crète connaît une période de paix relative jusqu'en 1866.
Le 30 mars 1856, le Traité de Paris oblige le sultan à appliquer le Hatti-Houmayoun, c'est-à-dire l'égalité civile et religieuse des Chrétiens et des Musulmans. Les autorités ottomanes en Crète sont réticentes à appliquer ces réformes. Devant le grand nombre de conversions des musulmans (majoritairement des anciens Chrétiens convertis à l'Islam et donc relapses), l'Empire tente de revenir sur la liberté de conscience.
Les quatre décennies suivantes (jusqu'à l'indépendance en 1898), les révoltes ne font que suivre le chemin entrouvert par le Hatti-Houmayoun.
La grande révolte de 1866-1869 apporte des avancées pour le peuple crétois. Le 11 novembre 1867, Ali propose un nouveau projet administratif, « la Loi organique », comportant un certain nombre de privilèges, notamment une représentation limitée de l’élément crétois dans l’administration de l’île, des allègements fiscaux, l'établissement d'une banque et la pleine équivalence des deux langues, grecque et turque.
Les évènements internationaux qui frappent les Balkans (révoltes de la Bosnie-Herzégovine en 1875 et de la Bulgarie en 1876, intervention de la Serbie et du Monténégro du côté des rebelles) viennent s'ajouter à l'atmosphère ambiante. Ces mouvements encouragent la communauté chrétienne de Crète à demander des réformes. Une volonté qui s'amplifie alors qu'en 1875, la plupart des représentants chrétiens de l'assemblée ne sont plus des ruraux, mais des médecins et des avocats souvent issus de l'université d'Athènes. L'assemblée crétoise fait parvenir au sultan, le 22 mai 1876, une série de doléances dont la meilleure représentation des Chrétiens à l'assemblée. Le 2 août, la Porte fait paraître publiquement son refus d'accéder à l'ensemble des doléances à part la fondation d'une banque, l'instauration d'une école publique obligatoire et le droit de publier des journaux.
Une autre cause au soulèvement de 1878 est le déclenchement de la guerre russo-turque en 1877. L'entrée en guerre de la Russie contre l'Empire ottoman est vue comme une opportunité par le peuple crétois de se soulever.

## Révolte de 1878
Malgré les concessions accordées en août 1876, la colère monte au sein de la population. Les premières bandes armées commencent à se réunir dans les montagnes. L'administration ottomane essaie de juguler ce mouvement de protestation à la racine en faisant arrêter le député de La Canée, et une des figures emblématiques de la communauté chrétienne. Cet événement est la cause de la première manifestation de l'histoire de la Crète, face à la résidence du gouverneur de l'île.
En juillet 1877, un comité de 44 membres est élu dans l'ouest de l'île afin de traiter la question crétoise. Trois comités révolutionnaires sont organisés à Vámos, La Canée et Réthymnon et sont ravitaillés en armes depuis Athènes. En août, est élu à La Canée un comité post-révolutionnaire. Les représentants de tous ces comités se réunissent à Fres dans le but d'élire un præsidium.
Le conflit tournant en défaveur de la Turquie, la Grèce choisit d'accentuer son soutien à la Crète. Charílaos Trikoúpis, alors ministre des affaires étrangères au sein du gouvernement Koumoundouros, annonce le 27 décembre le soutien de la Grèce en cas de soulèvement.
C'est le moment que choisissent les chefs de guerre crétois en exil pour revenir sur l'île. Parmi eux, on trouve Hadji-Michalis Yannaris, héros de la révolte de 1866, alors exilé en Russie, suivi des chefs de clans de l'ouest de la Crète. L'assemblée révolutionnaire pan-crétoise se réunit à Fres en janvier 1878.
La Turquie, embourbée dans son conflit contre la Russie, ne peut intervenir de façon significative en Crète. Elle préfère suivre les conseils de la Grande-Bretagne et envoie sur l'île deux émissaires chargés de négocier avec les insurgés. Ces émissaires sont Kostis Adosidis Pacha, ancien gouverneur de la province du Lassithi, et le Turco-crétois Selim Efendi. Ioannis Tsouderos est chargé de répondre à ces émissaires, une réponse qui doit inclure deux impératifs : la déclaration d'autonomie de la Crète qui paiera un tribut au sultan, puis l'élection d'un gouverneur de Crète de confession chrétienne et dont l'élection sera supervisée par les grandes puissances.
Les émissaires demandent un délai de dix jours afin d'obtenir une réponse du Sultan. Le délai de dix jours expire, sans qu'aucune réponse n'intervienne.
La révolte éclate alors, d'abord dans l'ouest de la Crète à la mi-janvier, puis dans le reste de l'île. Comme lors des révoltes précédentes, les Turcs délaissent les campagnes pour se réfugier dans les villes fortifiées. À la mi-mars, les rebelles contrôlent l'ensemble de l'île, à l'exception des places-fortes de Ierapetra, Spinalonga, Héraklion, Rethymnon, Itzedin, La Canée, Kissamos et Gramvoussa qui ne peuvent être prises sans grosse artillerie.
La défaite de la Turquie face à la Russie a d'importantes conséquences pour la Crète. En juillet 1878, les consuls des grandes puissances insistent pour que soit instauré un cessez-le-feu, promettant que le cas de la Crète serait évoqué lors du Traité de Berlin. L'assemblée crétoise décide d'envoyer deux représentants à Berlin, ce que la Grèce aimerait éviter, suspectant les Crétois de préférer négocier le principe du principauté plutôt que l'union à la Grèce. Finalement les grandes puissances n'imposent que le retour aux concessions de 1866. Insatisfaits, les Crétois maintiennent la lutte armée. Mais les difficultés de ravitaillement, en particulier du ravitaillement en nourriture, créent des dissensions entre les chefs de clans crétois.

## Pacte de Halepa
L'Empire ottoman, satisfait de savoir l'idée d'union de la Crète à la Grèce écartée par les puissances européennes, accepte de faire des concessions à la population crétoise. En octobre 1878, le pacte de Halepa met fin à l'insurrection. Ce traité porte le nom de l'actuel quartier de Halepa, à La Canée.
Le pacte de Halepa transforme la Crète en province semi-autonome avec des privilèges spécifiques. Ratifié par un firman du sultan du 9 novembre 1878, les principales mesures du traité sont :
- l'élection d'un chrétien au poste de gouverneur général de l'île pour une durée de 5 ans reconductible ;
- la nomination d'un conseiller aux côtés du gouverneur de confession différente du gouverneur ;
- l'élection d'une assemblée parlementaire de 80 membres (49 chrétiens, 31 musulmans) ;
- la création d'une gendarmerie crétoise ;
- la reconnaissance du grec comme langue officielle dans les tribunaux et l'assemblée ;
- la garantie d'une amnistie générale ;
- une exonération temporaire de taxes ;
- l'autorisation de la tenue d'association, de la création de cercles littéraires et de la publication de journaux[8].

La constitution accordée par le Pacte de Halepa ne peut, dans les textes, être modifiée par la constitution ottomane. Le premier gouverneur nommé est Aléxandros Karatheodorís.